# A végzet ereklyéi
Cassandra Clare amerikai írónő hozta létre A végzet ereklyéi című könyvsorozatot. A sorozat nagy népszerűségnek örvend, mind Magyarországon, mind külföldön.
A történet urban fantasy, a mi világunkban titokban létező természetfeletti lények is szerepelnek benne. A démonok, (akik ellen az árnyvadászok küzdenek), illetve az ,,Alvilágiak'' (Downworlders). Ők a vámpírok (démoni energiával fertőzött emberek), vérfarkasok (szintén démon energiával fertőzött emberek), a tündérek (az angyalok és a démonok gyermekei) és a boszorkánymesterek (az emberek és a démonok gyermekei). Felettük állnak a nephilimek, azaz az Árnyvadászok. A nephilimek legendája szerint az első Árnyvadász egy Jonathan Shadowhunter nevű, ezer évvel ezelőtt élt ember volt. Mikor a világot démonok rohanták le, Jonathan Shadowhunter egy boszorkánymester segítségével megidézte Raziel angyalt, aki nephilimet csinált néhány Jonathan által kiválasztott emberből.
Az angyal három bűvös tárgyat hagyott az Árnyvadászokra: a Végzet Kelyhét, a Végzet Kardját és a Végzet Tükrét, hogy az árnyvadászok (másnéven nephilimek) megidézhessék őt, hogy ha segítségre van szükségük (ezt egyszer tehetik meg). 
A sorozat kötetei:
- Csontváros (City of Bones)
- Hamuváros (City of Ashes)
- Üvegváros (City of Glass)
- Bukott angyalok városa (City of Fallen Angels)
- Elveszett lelkek városa (City of Lost Souls)
- Mennyei tűz városa (City of Heavenly Fire)

Ezenkívül Cassandra Clare ír egy a történethez kapcsolódó elő-trilógiát is Pokoli Szerkezetek (The Infernal Devices) címmel. A sorozat kötetei:
- Az Angyal (Clockwork Angel)
- A Herceg (Clockwork Prince)
- A Hercegnő (Clockwork Princess)

(A kötetek magyar neveiből – a jobb hangzás miatt – kihagyták a Clockwork, azaz a „mechanikus” szót.)
2016-ban megjelent a Végzet Ereklyéi folytatása, a Gonosz fortélyok trilógia. A kötetei:
- Éjfél kisasszony ( Lady Midnight )
- Árnyak ura (Lord of Shadows)
- Éjsötét királynő (Dark queen)

2019-re várható befejező kötete a Queen of Air and Darkness.

A sorozat további kiegészítő kötetekkel is bővült:
- Bane Krónikák
- Történetek az Árnyvadász Akadémiáról

2020-ban megjelent az Árnyvadász Krónikák negyedik regénysorozata az Utolsó Órák:
- Aranylánc (2020)
- Vaslánc (2021)
- Tövislánc (2022)

## Főszereplők
- Clarissa "Clary" Fray/Morgenstern/Fairchild – árnyvadász
- Jonathan Christopher "Jace" Wayland/Morgenstern/Herondale/Lightwood – árnyvadász
- Simon Lewis – mondén, vámpír
- Alexander "Alec" Gideon Lightwood – árnyvadász
- Isabelle "Izzy" Sophia Lightwood – árnyvadász
- Valentine Morgenstern – (gonosz) árnyvadász – Clary és Sebastian apja
- Lucian "Luke" Graymark/Garroway – volt árnyvadász – vérfarkas – Clary nevelőapja
- Magnus Bane – boszorkánymester – Alec barátja
- Jonathan Christopher Morgenstern – árnyvadász – Clary bátyja (Sebastian)
- Jocelyn Fray/Fairchild – volt árnyvadász – Clary édesanyja

## Előzmények
A sorozat középpontjában az árnyvadászok állnak kiknek feladatuk, hogy megtisztítsák a Földet a démonoktól. Az ősi legendák szerint az első árnyvadász Jonathan Shadowhunter ezer évvel ezelőtt megidézte Razielt, az angyalt, egy boszorkánymester segítségével. Az angyal a saját vérét emberek vérével keverte össze a Végzet Kelyhében így hozván létre az árnyvadászokat, majd odaadta nekik a végzet ereklyéit (Végzet kelyhe, végzet kardja, végzet tükre), hogy majd azokkal újra megidézhetik őt (egyszer van rá lehetőségük). A sorozatban az árnyvadászok mellett létezik még négy természetfeletti faj. A négy „alvilági család”: a tündérek, a boszorkánymesterek, a vámpírok és a vérfarkasok. Évszázadokkal ezelőtt háború dúlt az alvilágiak és az árnyvadászok között, később azonban megkötötték a fegyverszünetet mely lehetővé tette a békés együttélést. Egyes árnyvadászok azonban ellenezték a fegyverszünetet. Közülük való az első három könyv főgonosza Valentine Morgenstern is.

## Cselekmény
|  | Alább a cselekmény részletei következnek! |

### Csontváros
Amikor a tizenhat éves Clary Fray elindul a Pandemonium nevű New York-i klubba, aligha számít rá, hogy egy gyilkosság tanúja lesz – amit ráadásul három, különös tetoválásokkal borított és bizarr fegyverekkel hadonászó tinédzser követ el. A holttest aztán eltűnik a semmiben. Nehéz kihívni a rendőrséget, ha a gyilkosok mindenki más számára láthatatlanok, és semmi – még egy vércsepp sem – bizonyítja, hogy egy fiú meghalt. De fiú volt-e az áldozat egyáltalán?
Így találkozik Clary először az Árnyvadászokkal, akik azért küzdenek, hogy megszabadítsák a földet a démonoktól. Közülük való az angyali külseje ellenére igazi bunkó módjára viselkedő Jace is. Clary egyetlen nappal később, akarata ellenére már bele is csöppen Jace világába: édesanyja eltűnik, őt magát pedig megtámadja egy démon. De miért érdekelne egy démont két olyan hétköznapi mondi, mint Clary és az édesanyja? És hogyan tett szert Clary egyszer csak a Látásra? Az Árnyvadászok tudni szeretnék...
Cassandra Clare lendületes, sziporkázó és végtelenül lebilincselő regénye szórakoztató, vad utazásra viszi az olvasókat, akik azt fogják kívánni, bárcsak sose érnének az út végére.

### Hamuváros
Clary Fray másra sem vágyik, csak hogy végre ismét normális életet élhessen. De vajon mi számít normálisnak, ha valaki démonokat pusztító Árnyvadász, az édesanyja varázslattal előidézett kómában fekszik, és egyszerre vérfarkasok, vámpírok meg tündérek nyüzsögnek körülötte? Clary szívesen töltene több időt legjobb barátjával, Simonnal, csakhogy az Árnyvadászoktól nem szabadulhat – főleg nem jóképű, ámde bosszantó, újonnan megismert szerelmétől, Jace-től. Clary csakis úgy segíthet édesanyján, ha felkutatja a rossz útra tért Árnyvadászt, Valentine-t, aki talán őrült, bizonyosan gonosz – ráadásul az édesapja. Amikor a Végzet Ereklyéi közül a másodikat is ellopják, a félelmetes Inkvizítor Jace-t gyanúsítja. Lehet, hogy a fiú tényleg elárul mindent, amiben hitt, és az apja mellé áll?

### Üvegváros
Hogy megmentse édesanyja életét, Clarynek el kell utaznia az Üvegvárosba, az Árnyvadászok ősi otthonába – még ha engedély nélkül belépni a városba a Törvénybe is ütközik, márpedig a Törvény megszegése halált jelenthet. Ha ennyi nem lenne elég, Jace nem akarja, hogy ott legyen, Simont pedig börtönbe vetették az Árnyvadászok, akik igencsak gyanúsnak találnak egy vámpírt, akinek nem árt a napfény.
Ahogy Clary egyre többet tud meg családja múltjáról, szövetségesre lel Sebastian, a titokzatos Árnyvadász személyében. Valentine minden erejével azon van, hogy örökre megsemmisítsen minden Árnyvadászt, nekik pedig csak akkor van esélyük vele szemben, ha összefognak örökös ellenségeikkel. De félre tudják-e tenni gyűlöletüket az Árnyvadászok és az Alvilágiak, hogy együttműködhessenek? Miközben Jace rádöbben, mi mindent hajlandó kockára tenni Claryért, vajon a lány újonnan meglelt képességeivel segíthet-e megmenteni az Üvegvárost – bármilyen áron?
A szerelem halálos bűn, és a múlt titkai is végzetesnek bizonyulnak, amikor Clary és Jace szembenéz Valentine-nal a New York Times nagysikerű sorozatának, A Végzet Ereklyéinek utolsó darabjában.

### Bukott angyalok városa
A háborúnak vége, és Clary Fray izgatottan tért vissza New Yorkba, ahol egy lehetőségekkel teli, új világ vár rá. Szorgalmasan edz, hogy Árnyvadász válhasson belőle, és felhasználhassa különleges képességeit. Édesanyja feleségül megy élete szerelméhez. Az Árnyvadászok és az Alvilágiak végre békében élnek egymással. És ami a legfontosabb, Clary és Jace szerelme végre igazán kiteljesedhet.
Valaki azonban Árnyvadászokat kezd gyilkoni, és az éleződő feszültség újabb véres háborúval fenyeget. Clary legjobb barátja, Simon sem segíthet. Akármerre fordul, valaki maga mellé akarja állítani, hiszen szükségük van az életét megrontó átok rettenetes hatalmára. Arról nem is beszélve, hogy két gyönyörű, ámde veszélyes lánnyal jár egyszerre, akik közül egyik sem tud a másikról.
Amikor Jace minden magyarázat nélkül távolodni kezd Clarytől, a lány egy rejtély kellős közepén találja magát, amelynek a megoldásával valóra válik a legrosszabb rémálma. Rettenetes események láncolatát indítja el, aminek akár az is lehet a vége, hogy mindent elveszít, ami fontos a számára. Még Jace-t is.

### Elveszett lelkek városa
Mi az az ár, ami még a szerelemért is túl magas? Amikor Jace és Clary ismét találkoznak, a lány elborzadva tapasztalja, hogy szerelmét és gonosz bátyját Lilith varázslata egymáshoz köti. A Klávé célja megölni Sebastiant, de lehetetlen anélkül végezni az egyik fiúval, hogy a másiknak ne essék bántódása. Alec, Magnus, Simon és Isabelle tündérekkel, démonokkal meg a könyörtelen Vasnővérekkel alkudozik, Clary pedig veszélyes játszmába kezd. A tét nem csak a saját élete, de Jace lelke is egyben. De bízhat-e még a fiúban egyáltalán?

### Mennyei tűz városa
A Végzet Ereklyéi zárókötete
Erchomai, mondta Sebastian. Jövök.
Árnyvadászok
A sötétség visszatér az árnyvadászok világába. Miközben minden széthullik körülöttük, Clary, Jace, Simon és a barátaik összefognak, hogy megküzdjenek a nephilimek valaha volt legnagyobb ellenségével: Clary saját bátyjával.
Sebastiant a világon semmi sem győzheti le – egy másik világba kell talán utazniuk, hogy esélyük legyen? Életek vesznek oda, szerelmeket áldoznak fel, és minden megváltozik a Végzet Ereklyéinek befejező kötetében.
|  | Itt a vége a cselekmény részletezésének! |

## Magyarul
- Csontváros. A végzet ereklyéi első könyv; ford. Kamper Gergely; Könyvmolyképző, Szeged, 2009 (Vörös pöttyös könyvek)
  - (Csontváros. A végzet ereklyéi 1. címen is)
- Hamuváros. A végzet ereklyéi második könyv; ford. Kamper Gergely; Könyvmolyképző, Szeged, 2010 (Vörös pöttyös könyvek)
- Üvegváros. A végzet ereklyéi harmadik könyv; ford. Kamper Gergely; Könyvmolyképző, Szeged, 2011 (Vörös pöttyös könyvek)
- Bukott angyalok városa. A végzet ereklyéi negyedik könyv; ford. Kamper Gergely; Könyvmolyképző, Szeged, 2011 (Vörös pöttyös könyvek)
- Elveszett lelkek városa. A végzet ereklyéi ötödik könyv; ford. Kamper Gergely; Könyvmolyképző, Szeged, 2013 (Vörös pöttyös könyvek)
- Mennyei tűz városa. A végzet ereklyéi hatodik könyv; ford. Kamper Gergely; Könyvmolyképző, Szeged, 2014 (Vörös pöttyös könyvek)
- Csontváros. A végzet ereklyéi 1.; ford. Kamper Gergely; Könyvmolyképző, Szeged, 2016 (Vörös pöttyös könyvek)
  - (Csontváros. A halál ereklyéi első könyv címen is)

### Egyéb
- Mimi O'Connor: Csontváros. A végzet ereklyéi. Árnyvadász-útmutató / The mortal instruments. City of bones. Shadowhunter's guide; ford. Szőke Julianna; Könyvmolyképző, Szeged, 2014
- Mimi O'Connor: Csontváros. A végzet ereklyéi / The mortal instruments. City of bones. Hivatalos, illusztrált filmkönyv; ford. Sziklai István; Könyvmolyképző, Szeged, 2014